# A Rush of Blood to the Head
A Rush of Blood to the Head es el segundo álbum de estudio de la banda británica Coldplay. Lanzado el 26 de agosto de 2002 bajo el sello de la discográfica Parlophone, el álbum fue producido por la banda junto a Ken Nelson. Los atentados del 11 de septiembre de 2001 influyeron en el estado anímico de los miembros de la banda a la hora de componer canciones para el álbum, debido a que se produjo una semana antes de que comenzaran las sesiones de grabación. Las canciones de este álbum presentan un mayor uso de la guitarra y el piano que su predecesor, Parachutes. En 2003, fue ubicado en el puesto 473 en la lista de Los 500 mejores álbumes de todos los tiempos según la revista Rolling Stone. Se estima que vendió más de 13 millones de copias en todo el mundo hasta 2010 y hasta 2020 el álbum superó más de 21 millones de copias vendidas.
El álbum fue un gran éxito comercial, ubicándose en el puesto número uno en las listas de venta del Reino Unido y alcanzando el séptimo lugar en la lista de los veinte álbumes más vendidos del siglo XXI. La British Phonographic Industry otorgó a este álbum ocho discos de platino por haber vendido 2,6 millones de copias en Gran Bretaña y 21 millones a nivel internacional. De A Rush of Blood to the Head se extrajeron los sencillos «In My Place», «The Scientist», «Clocks» y «God Put a Smile Upon Your Face». El disco fue alabado por la crítica, que lo consideró mejor que Parachutes.  Coldplay ganó por segunda vez consecutiva el premio Grammy a "mejor álbum de rock alternativo" en 2003 por  A Rush of Blood to the Head y en 2004 «Clocks» ganó el premio a "grabación del año".

## Contexto
Coldplay consiguió cierta popularidad en Europa gracias al lanzamiento de su primer álbum, Parachutes, y por su sencillo «Yellow».
La banda empezó a grabar el álbum en Londres, una semana después de los atentados del 11 de septiembre en Estados Unidos, y "sus conmovedoras canciones [...] llegaron a un público más amplio". Debido a que la banda nunca antes había estado en Londres, tuvieron problemas para concentrarse. Decidieron finalmente reubicarse en Liverpool, donde habían grabado algunas canciones para Parachutes. Una vez allí, el vocalista Chris Martin dijo que se obsesionaron con la grabación.
«In My Place» fue la primera canción que se grabó para el álbum. Coldplay la lanzó como sencillo principal de A Rush of Blood to the Head porque fue el tema que los hizo querer grabar un nuevo álbum tras "un extraño período en el que no sabíamos qué estábamos haciendo" tres meses después del inmediato éxito de Parachutes. Según Martin: "Sólo una cosa nos mantuvo en pie: el grabar «In My Place». Luego otras canciones fueron apareciendo". La banda escribió más de veinte canciones para el álbum. Una parte de este material, incluyendo «In My Place» y «Animals», fueron tocadas en vivo durante la gira de Parachutes. El título oficial del álbum fue dado a conocer por medio del sitio web oficial de Coldplay.

## Grabación

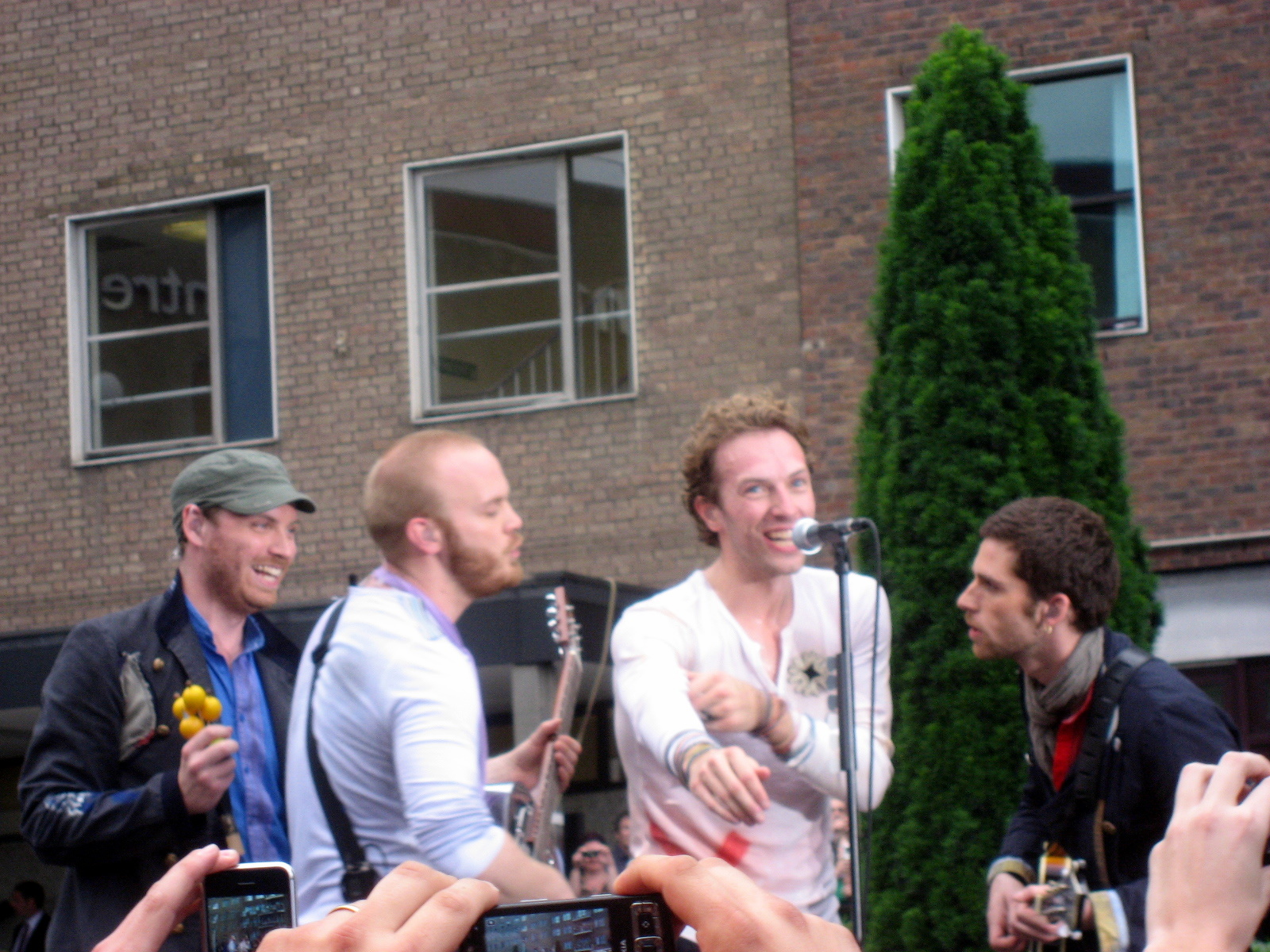
Coldplay durante una presentación en directo.

Durante las primeras sesiones de grabación en Liverpool, el vocalista Chris Martin y el guitarrista Jon Buckland trabajaron solos, únicamente los fines de semana. Acordaron que todos los lunes presentarían las ideas que desarrollaron durante esos dos días al resto de sus compañeros de la banda. Cuando A Rush of Blood to the Head estaba casi completado, Martin fue al estudio a altas horas de la noche y escribió un ostinato para piano que dijo que "simplemente se le ocurrió". La banda reconoció que aquel esbozo de la canción que finalmente llegaría a ser «Clocks» era especial desde la primera vez que lo escucharon. Considerando que era demasiado tarde como para incluirla en el álbum, grabaron una versión muy poco desarrollada de la canción y la incluyeron en un CD llamado "Canciones para el número tres", donde almacenaban canciones que serían ubicadas en su tercer álbum de estudio, X&Y.
Hacia junio de 2002, la banda logró terminar A Rush of Blood to the Head, pero como pensaron que su álbum sonaba como "basura", trataron de llegar a un acuerdo con Parlophone para posponer su lanzamiento hasta sentirse totalmente satisfechos con él. De igual forma, muchas canciones fueron descartadas porque sonaban como las de Parachutes. Martin había dicho que eso no hubiera sido interesante: "Eso hubiera demostrado que nos gusta seguir sentados sobre lo que hicimos, y eso no es así. Para nosotros es importante progresar y tratar de mejorar nuestras habilidades como músicos". Esta ambición hizo que surgieran tensiones en la banda: "algunos ensayos terminaron abruptamente con uno o más miembros de Coldplay amenazando con dejar la banda". Tras tocar como cabezas de cartel en el Festival de Glastonbury de 2002, Coldplay volvió al estudio para trabajar con sus "Canciones para el número tres". Phil Harvey, el mánager de la banda, escuchó «Clocks» y les aconsejó mejorarla inmediatamente: "No, deberías arreglar esta canción ahora porque en la letra hablas de desesperación y ahora quieres guardártela. Eso no tiene sentido".
Martin afirmó que el título del álbum es un homenaje al cantante y compositor estadounidense Johnny Cash, a quien considera "uno de los mejores [...] con sólo una guitarra".

## Análisis
El álbum incluye baladas y canciones acústicas donde el piano y la guitarra tienen mucho peso. El tema que abre el álbum, «Politik», el ostinato de piano en "Clocks" y la guitarra de "A Whisper" fueron vistos como una mejora importante en el estilo de Coldplay.
El haber grabado el álbum tras los atentados del 11 de septiembre dio una perspectiva más fresca a la banda: "las nuevas canciones reflejan nuevas actitudes. [Dicen a su público] que no se asusten. Cualquiera puede alcanzar lo que se proponga". La mayoría de las letras hablan de la desesperación. Martin ha comentado que las canciones anteriores eran más tranquilas debido a que la banda estaba en un estado mental más tranquilo: "Quizás haya un tono desesperado en algunas de estas canciones. Todo esto ha nacido de los lugares donde hemos estado y lo que hemos experimentado". Martin explicó que el título del álbum significa "hacer algo impulsivamente". Muchas canciones del álbum tratan sobre las relaciones. Muchas están basadas en la realidad, pero según Martin, fueron escritas con un giro de ficción: "Las canciones son como los cuentos de hadas: tienen un principio y un final, y uno puede hacer que todo funcione perfectamente. La vida real no opera de esa forma".

## Lanzamiento
El álbum se puso a la venta en agosto de 2002, dos meses después de la fecha planeada. La compañía discográfica Parlophone sacó a la venta el disco el 26 de agosto en el Reino Unido, y al día siguiente en Estados Unidos por Capitol Records.

### Diseño de la carátula del álbum
La portada de A Rush of Blood to the Head fue diseñada por el fotógrafo Sølve Sundsbø, quien había sido contratado por la revista de moda Dazed & Confused a finales de la década de 1990 para producir algo "tecnológico, algo que sea blanco". Como artista, ha intentado hacer "cosas que nunca antes habían sido hechas, algo virtualmente imposible". El modelo para la fotografía usó maquillaje blanco porque esto produce "los mejores resultados". Además, se utilizó una capa de sarga coloreada. La computadora no pudo leer los colores por lo que éstos se reemplazaron por espigas en blanco y negro, y tuvo que ser cortada porque dicho aparato sólo podía escanear treinta centímetros. Al director de la revista le gustó la fotografía y decidió publicarla.
Martin vio la imagen en dicha revista y solicitó al fotógrafo permiso para usar la imagen como portada de A Rush of Blood to the Head. Para cada sencillo del álbum, acordaron editar fotografías de la cabeza de cada miembro de la banda. La portada del álbum estuvo entre las diez elegidas por Royal Mail para crear una serie de estampillas con portadas de álbumes célebres, lanzada en febrero de 2010.

## Recepción

### Opinión de la crítica

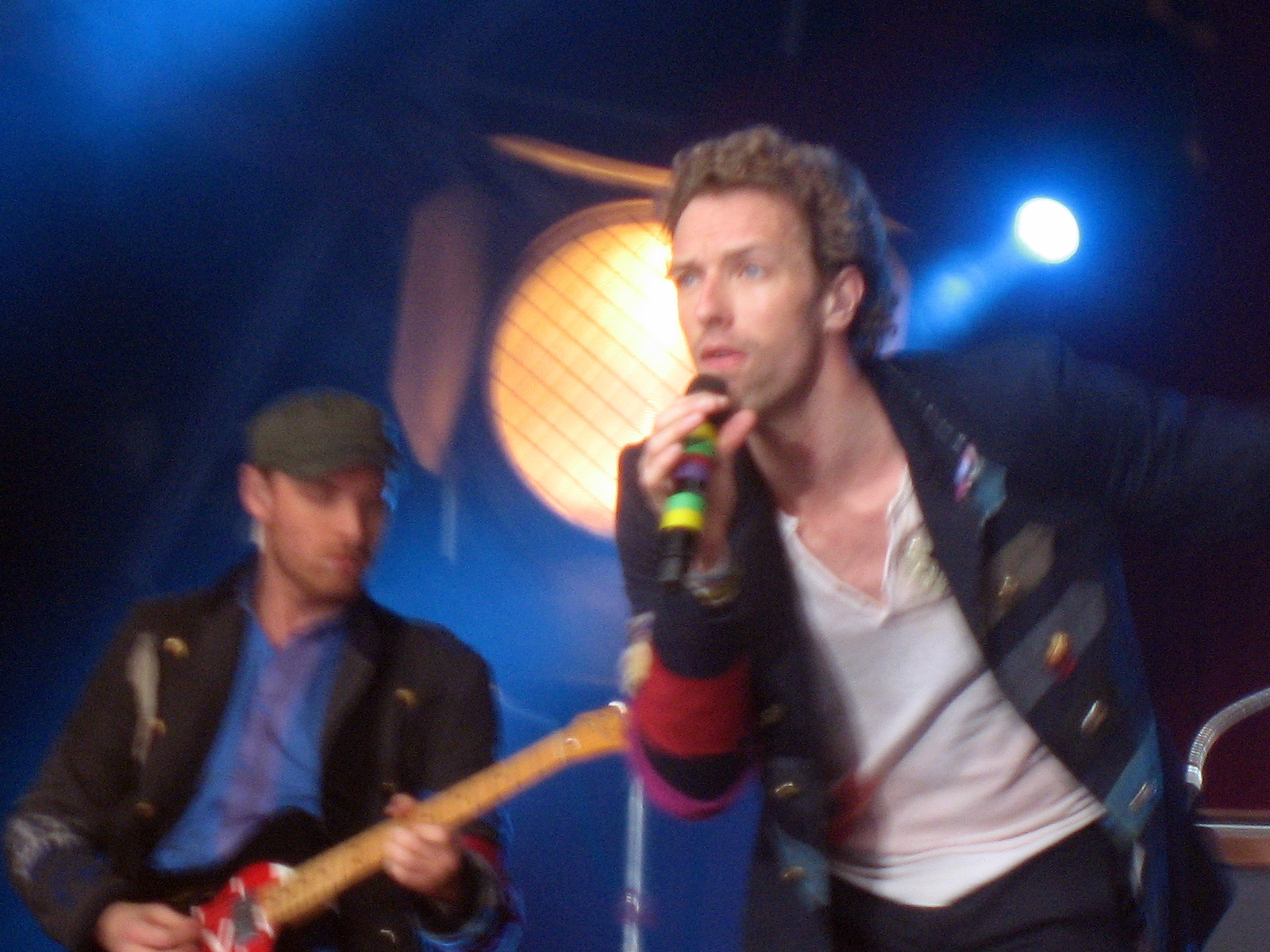
Coldplay interpretando "In My Place" durante un concierto.

A Rush of Blood to the Head recibió aclamo de parte de la crítica. Muchas publicaciones mencionaron que era mejor que el anterior de Coldplay, Parachutes. Alexis Petridis, del diario The Guardian escribió que "la nueva confianza de la banda está en todas partes [...] ya no existe la timidez de Parachutes". Concluye que "suena como un álbum listo para conquistar el mundo y triunfar".
Kelefa Sanneh, crítico del The New York Times alabó el álbum diciendo que "es uno de los mejores del año" y describiéndolo como "extraño y más atrapante que su predecesor". El crítico Rob Sheffield, de la revista Rolling Stone, a quien no le agradó tanto Parachutes, dijo que "'A Rush of Blood to the Head es un álbum "muy sorprendente", añadiendo que "mientras que Parachutes parece el diario íntimo de un chico muy torpe, A Rush of Blood to the Head suena más como una banda con la suficiente confianza para superar sus propios límites". MacKenzie Wilson, de Allmusic, se hizo eco de los anteriores comentarios, diciendo que es "un álbum fuerte". Wilson, que alaba a Martin por su falsete y su refinada manera de llevar las canciones y a Buckland por "su trabajo con la guitarra", añadió que "pese a que los integrantes de la banda todavía están en la veintena, han hecho un trabajo increíble". Emma Pearse, crítica del diario estadounidense The Village Voice, comparte las opiniones de estas publicaciones, agregando que el álbum es "un trabajo más acabado" en comparación a Parachutes. La revista Rolling Stone añadió el álbum en el puesto número 21 en su lista de Los mejores álbumes de la década y comentó que "con su segundo disco, Coldplay demostró que podía dar pelea".

### Ventas
A Rush of Blood to the Head debutó en el primer puesto de la UK Albums Chart, vendiendo en total 273.924 copias. La British Phonographic Industry otorgó al álbum ocho veces el disco de platino por lograr un total 2.6 millones de ventas. Gracias al lanzamiento de los sencillos "Clocks" y "The Scientist", el álbum estuvo un año en las listas de venta. A Rush of Blood to the Head se ubicó en el séptimo lugar en la lista de los veinte álbumes más vendidos del siglo XXI, publicada por la revista británica Musica Week.
El álbum debutó en el quinto puesto en Estados Unidos, vendiendo inicialmente 144 000 copias; mejor que su predecesor, Parachutes, que, tras su lanzamiento, se situó en el puesto 189 en diciembre de 2000. El álbum recibió cuatro Discos de Platino otorgados por la RIAA, por haber vendido cuatro millones de copias. También le fueron otorgados cinco discos de platino por la Australian Recording Industry Association, tras vender en Australia 350 000 unidades, y cuatro por la Canadian Recording Industry Association por haber vendido 400 000 copias en Canadá.

### Premios
A Rush of Blood to the Head ha hecho que la banda ganara premios otorgados por la crítica inglesa e internacional. En 2002, ganó el premio a "mejor álbum" otorgado por la revista Q. En el mismo año, la banda ganó dos Premios Grammy: uno a "mejor álbum de música alternativa" y a "mejor interpretación de rock de un dúo o grupo con vocalista" por la canción «In My Place». En 2003 A Rush of Blood to the Head ganó en la categoría "mejor álbum británico" en los Brit Awards, y al año siguiente Coldplay ganó el Grammy a "grabación del año" por su sencillo «Clocks».
En 2003, el álbum ocupó el puesto número 473 en la lista elaborada por la Rolling Stone de Los 500 mejores álbumes de todos los tiempos. En 2007, la  National Association of Recording Merchandisers y el Rock and Roll Hall of Fame crearon una lista de lo que consideraron Los 200 álbumes definitivos de todos los tiempos; y A Rush of Blood to the Head está en el puesto 65 de la misma. Además, fue nominado a los Brit Awards en la categoría de "Mejor álbum de los últimos 30 años" en 2010, sin embargo, este pierde ante (What's The Story) Morning Glory? de Oasis. Por su parte, en la lista de Los mejores 100álbumes de la década, elaborada en 2010, la Rolling Stone lo ubicó en el puesto número 21.

## Lista de canciones
Todas las canciones fueron compuestas por Will Champion, Chris Martin, Jon Buckland y Guy Berryman:
| N.º   | Título                           | Duración |  |
| 1.    | «Politik»                        | 5:18     |  |
| 2.    | «In My Place»                    | 3:46     |  |
| 3.    | «God Put a Smile upon Your Face» | 4:57     |  |
| 4.    | «The Scientist»                  | 5:09     |  |
| 5.    | «Clocks»                         | 5:07     |  |
| 6.    | «Daylight»                       | 5:27     |  |
| 7.    | «Green Eyes»                     | 3:43     |  |
| 8.    | «Warning Sign»                   | 5:31     |  |
| 9.    | «A Whisper»                      | 3:58     |  |
| 10.   | «A Rush of Blood to the Head»    | 5:51     |  |
| 11.   | «Ámsterdam»                      | 5:19     |  |
| 54:06 |                                  |          |  |

## Créditos
Producción
- Producido por Coldplay y Ken Nelson
- Mezclado por Coldplay, Ken Nelson y Rik Simpson
- Producción adicional por Mark Pythian

Personal
- Chris Martin: voz, guitarra, teclado, piano
- Jon Buckland: guitarra, coros (canciones 1 y 6)
- Guy Berryman: bajo eléctrico
- Will Champion: batería, percusión, coros
- Instrumentos de cuerda: Susan Dench, Richard George, Peter Lale, Anne Lines, Laura Melhewish, Leo Payne, Audrey Riley

## Posiciones en las listas
| Lista                       | Posición más alta | Certificación | Número de ventas |
| --------------------------- | ----------------- | ------------- | ---------------- |
| Argentina CAPIF             | 1                 | 3x Platino    | 120.000          |
| Lista australiana           | 1                 | 5x Platino    | 350.000          |
| Lista austríaca             | 10                | Platino       | 40.000           |
| Lista belga (Flandes)       | 3                 | 2x Platino    | 100.000          |
| Lista belga (Región Valona) | 2                 | 2x Platino    | 100.000          |
| Lista canadiense            | 1                 | 4x Platino    | 400.000          |
| Lista checa                 | 16                |               |                  |
| Lista colombiana            | 1                 | Platino       | 50.000           |
| Lista neerlandesa           | 3                 | Platino       | 80.000           |
| Lista europea               | 36                | 4x Platino    | 4.000.000        |
| Lista finlandesa            | 4                 | Oro           | 20.000           |
| Lista francesa              | 4                 | Platino       | 300.000          |
| Lista alemana               | 1                 | 3x Oro        | 450.000          |
| Lista italiana              | 1                 | Platino       | 200.000          |
| Lista mexicana              | 6                 | Platino       | 150.000          |
| Lista española              | 4                 | 2x Platino    | 200.000          |
| Lista sueca                 | 5                 | Oro           | 30 000           |
| Lista suiza                 | 1                 | Oro           | 20.000           |
| Lista británica             | 1                 | 9x Platino    | 2.700.000        |
| Lista estadounidense        | 5                 | 4x Platino    | 4.500.000        |